# ヴェルノン
ヴェルノン （Vernon）は、フランス、ノルマンディー地域圏、ウール県のコミューン。ノルマンディーへの入口に位置し、エヴルーとボーヴェ間、パリとルーアン間の道路が交差する。

## 地理
ヴェルノンはセーヌ川の渓谷内、エプト川との合流地点にある。ヴェルノンはサン＝マルセル、サン＝ジュスト、サン＝ピエール＝ドティルの3コミューンとともに人口36,000人の都市圏を形成する。コミューン面積は比較的広く、川の両側に均等に伸びている。

## 語源
1027年から1031年まではde Vernum、1029年から1035年までVernonensi、1053年にはde Vernonoと記された。
語尾の-mはケルト語源の可能性がある。平原を意味する-magoである。普通名詞のdunonである可能性は低い。他に存在するvernonの地名と同じく、ケルトの接尾辞-oに基づいた構成も可能である。そうなると1027年から1031年までの名称は除外される。最初の要素Vern-はガリア語である。-uernoはハンノキ属を意味する。従って、ヴェルノンは拡大解釈すれば『ハンノキの平野』または『湿地のある平野』ということになる。これは当時のヴェルノンの地理的状況を表していた。排水が行われ木の一部がポプラに入れ替えられるまでは、周囲の平地は数多くのハンノキが自生し沼地が存在していた。

## 歴史
ガリア系のヴェリオカス族（fr、ヴェクサンの語源となった）の重要なオッピドゥムは現在のヴェルノンの地にはなかった。しかしセーヌ右岸のヴェルノネの岩の露頭には人が定住した。その面積は78ヘクタールであった。考古学の発掘調査によって、定住地を囲む壁の建設が3度行われたことがわかった。ガリア人の壁（fr）2種はフェカンに築かれた通称『ベルギー様式』と同じである。この場所は明らかに紀元前2世紀からガロ＝ローマ時代の間に占領されていた。また、ペルガモンのような、ケルトの工芸である最古の鎖帷子の断片が発見されている。

### 年表
- 750年 - ピピン3世（小ピピン）時代、都市として初めて名前に言及される
- 845年 - ヴァイキング襲来
- 911年 - シャルル3世とロロの協定によって、ヴェルノンは国境のまちとなる。
- 1123年 - アンリ1世・ド・ボークレール、城の塔を建設
- 1195年 - フィリップ2世、ヴェルノンを占領。リチャード獅子心王、ヴェルノンをカペー朝へ割譲
- 1204年 - ヴェルノン城建設
- 1346年 - エドワード3世、ヴェルノンに火を放ち荒廃させる
- 1415年 - ヘンリー5世、ヴェルノンを占領
- 1449年 - フランス側が勝利し、ヴェルノンはフランスに復帰する
- 1596年 - アンリ4世、ビジー城に滞在
- 1721年 - マレシャルのルイ・フーケ（ニコラ・フーケの弟)、ヴェルノン領主となる
- 1788年 - パンティエーヴル公ルイ・ジャン・マリー・ド・ブルボン、ヴェルノン領主となる
- 1792年 - オルレアン公爵夫人ルイーズ・マリー・ド・ブルボン＝パンティエーヴルら、ビジー城へ移住
- 1817年 - オルレアン公爵夫人ルイーズ・マリー、フランス革命中に売却した資産の見返りとして、ビジー城の所有権を獲得
- 1843年 - パリ-ル・アーヴル間を結ぶ鉄道路線開通

## 史跡
- ル・ヴィユー＝ムーラン - 16世紀に建てられた木造の製粉所で、中世に建設された石橋の上にある。ヴェルノンのシンボル
- アルシーヴ塔 - アンリ1世・ド・ボークレールが建設したヴェルノン城の一部。
- ビジー城 - かつてはオルレアン家が所有。1858年にナポレオン3世によって没収された。
- ブレクール城
- トゥールユ城 - 20mの塔4本からなる中世のダンジョン
- ノートルダム参事会教会 - ゴシック様式

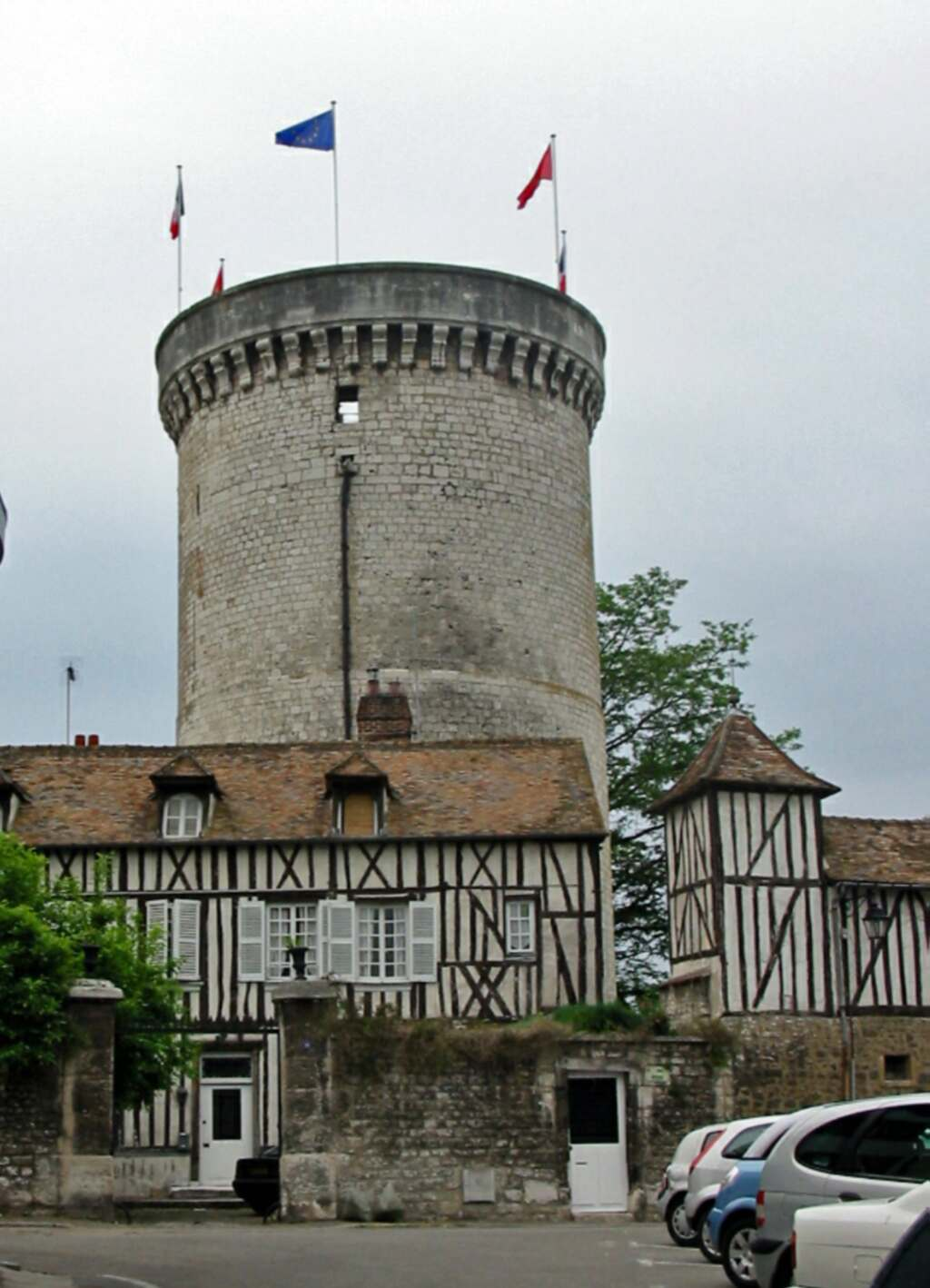
アルシーヴ塔
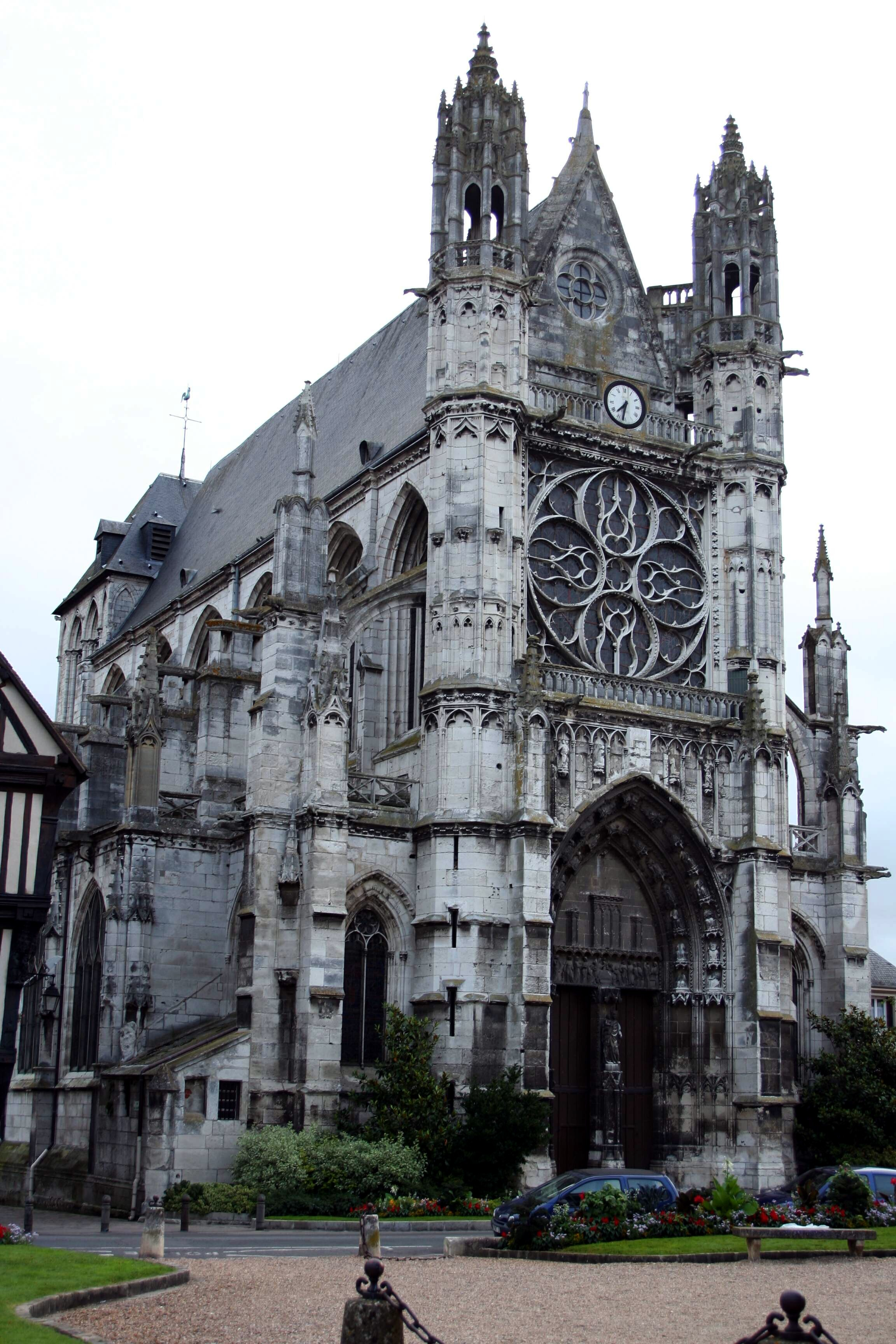
ノートルダム参事会教会
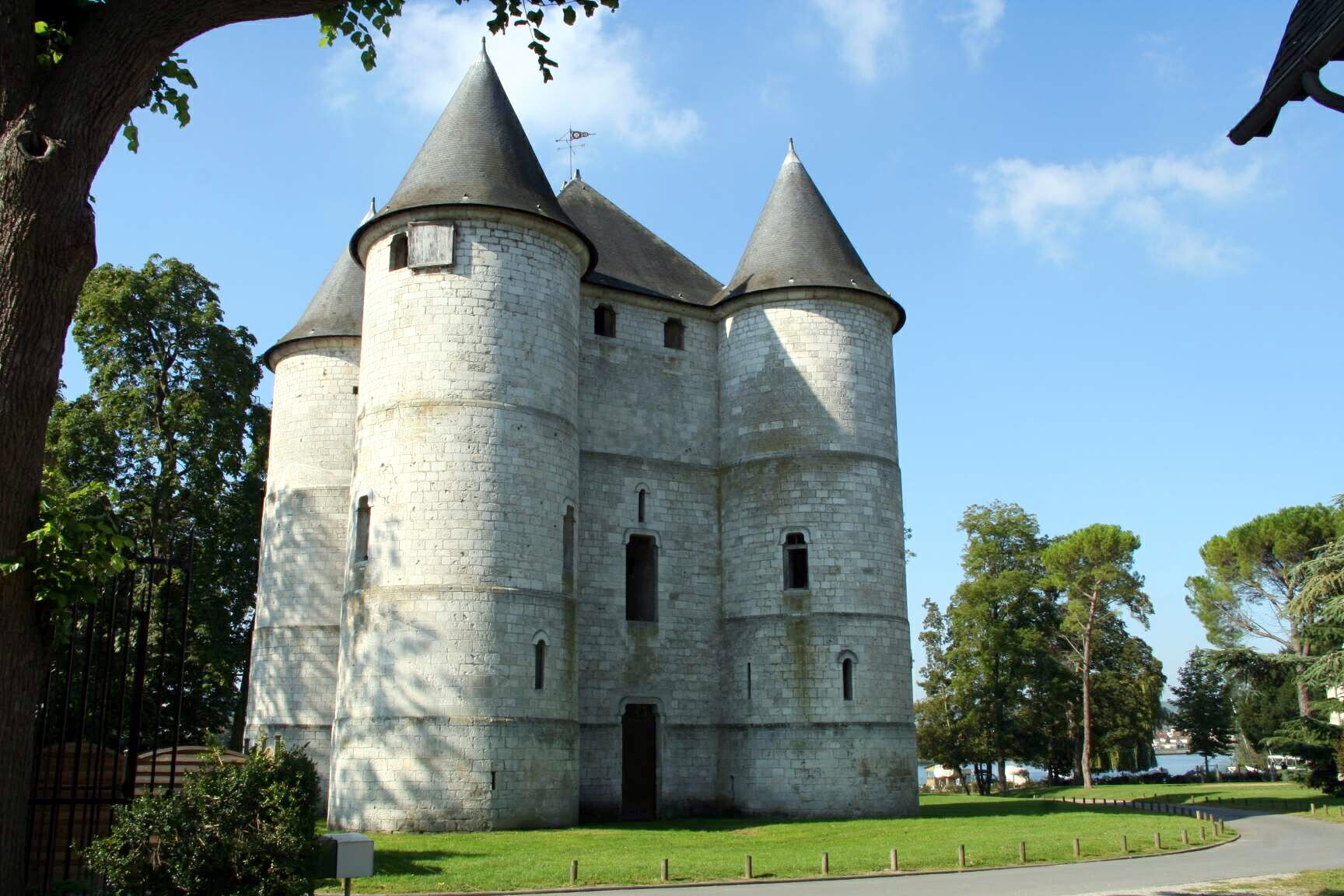
トゥールユ城
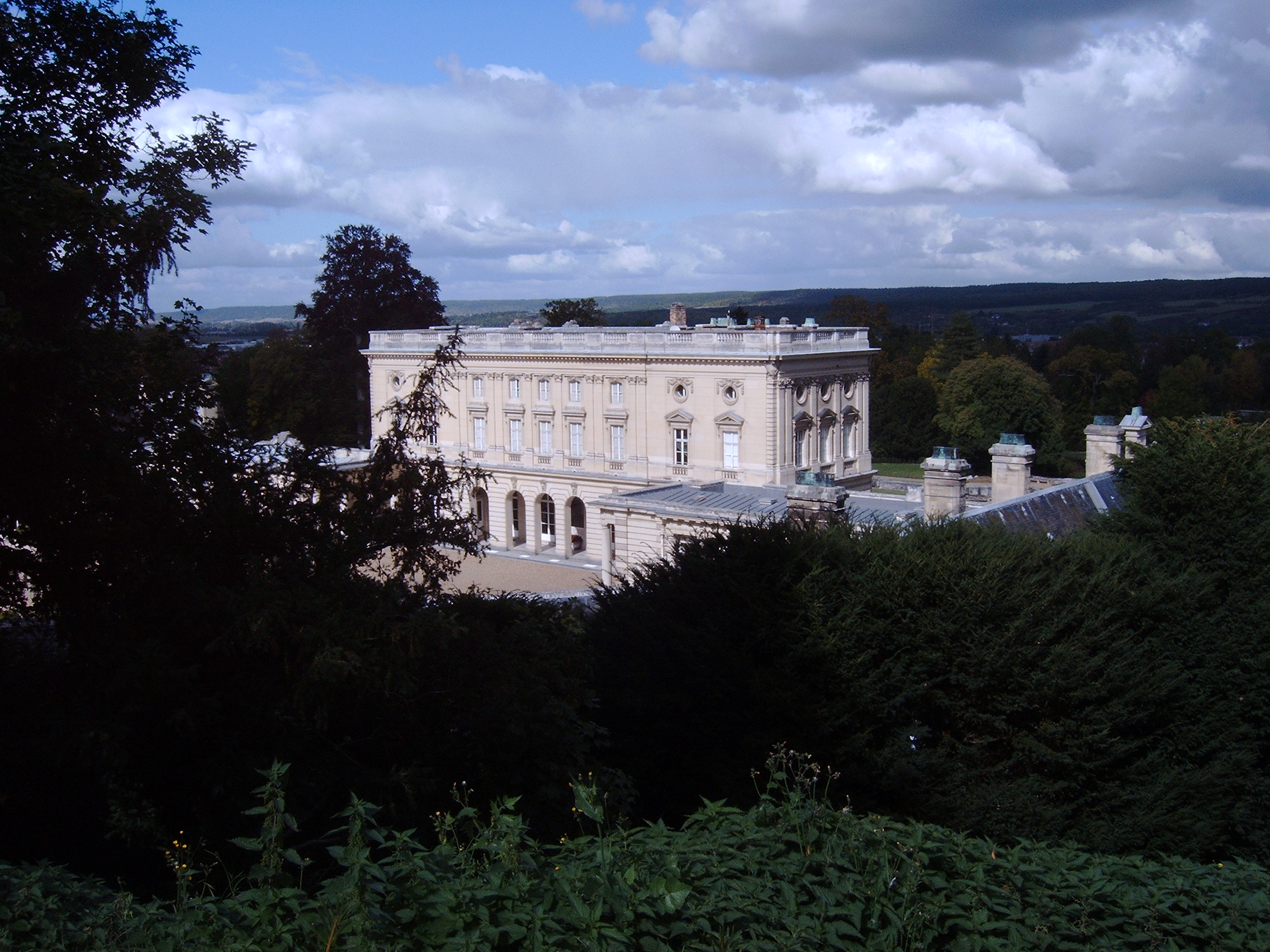
ビジー城
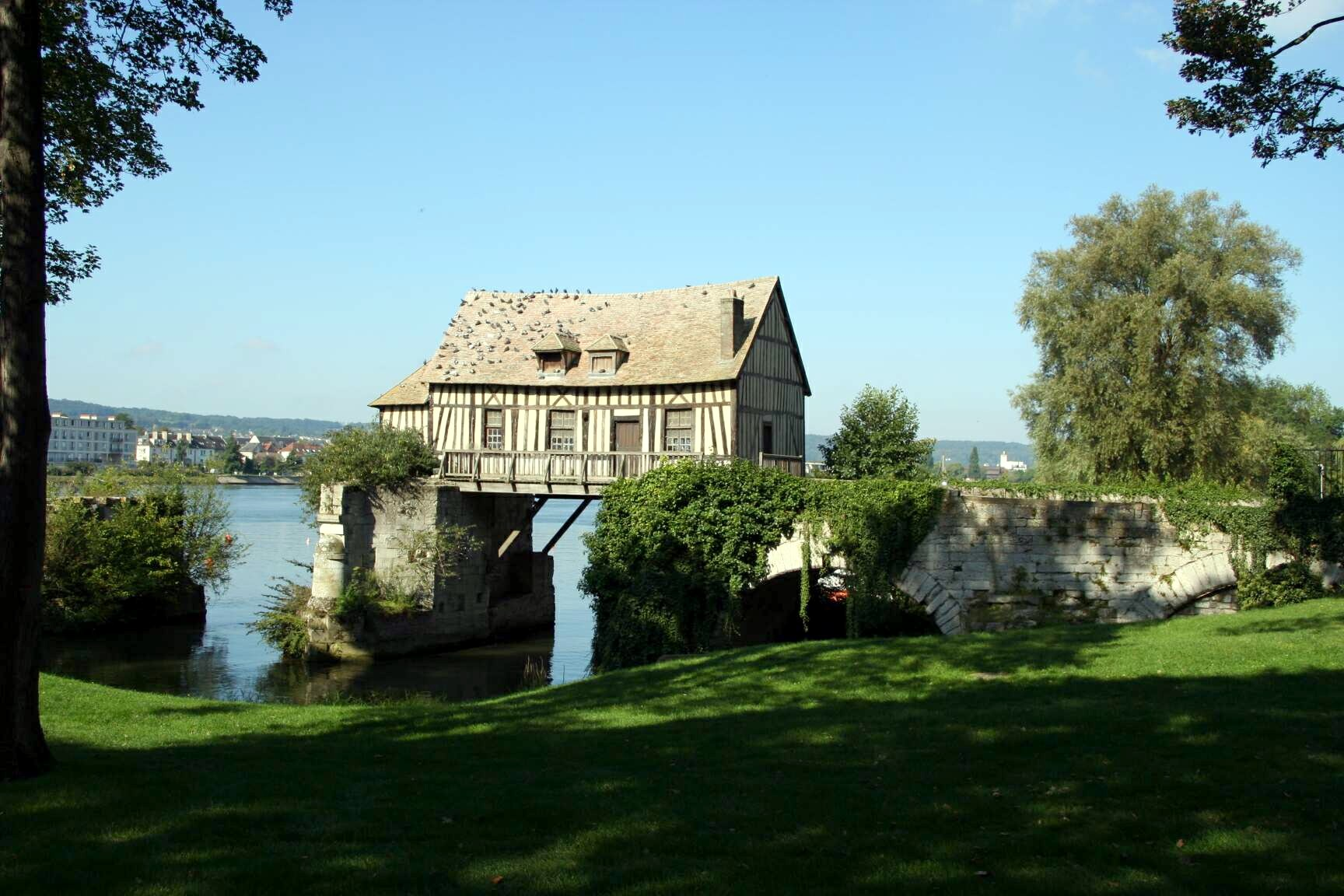
ル・ヴィユー＝ムーラン

## 人口統計
| 1962年 | 1968年 | 1975年 | 1982年 | 1990年 | 1999年 | 2006年 |
| ------ | ------ | ------ | ------ | ------ | ------ | ------ |
| 17247  | 18872  | 22422  | 22243  | 23659  | 24063  | 24018  |

参照元:1962年まではEHESSを元としたCassini1968年以降INSEE ·  · 

## 交通
- 道路 - A13
- 鉄道 - パリ＝サン＝ラザール - ル・アーブル線のヴェルノン駅
- バス -  Transcapeという市内バス路線

## 出身者
- モラ・ワゲ：サッカー選手
- トンゴ・ドゥンビア：サッカー選手
- ウスマン・デンベレ：サッカー選手
- カール・ラング：政治家

## 姉妹都市
- マッサ、イタリア
- バート・キッシンゲン、ドイツ